# Polisolfone

Formula di struttura del polisolfone.

Il polisolfone o polieteresolfone (o PSU PESU PES) è un materiale termoplastico ad elevata robustezza.
Viene impiegato come dielettrico nei condensatori, e per la produzione di membrane artificiali.
Viene utilizzato anche nella produzione di biberon e contenitori per alimenti, grazie alla sua atossicità .
Alcune tra le aziende fornitrici sono: Solvay Specialty Polymers, BASF, HOS-Technik e PolyOne Corporation

## Produzione
Un tipico polisolfone viene prodotto facendo reagire difenolo e bis(4-clorofenil)solfone, con la formazione di polietere tramite eliminazione di cloruro di sodio:
n HOC6H4OH  +  n (ClC6H4)2SO2  +  n Na2CO3  →   [OC6H4OC6H4SO2C6H4]n  +  2n NaCl  +  n H2O  +  n CO2
Il difenolo utilizzato è in genere bisfenolo A oppure 1,4-diidrossibenzene. Tale polimerizzazione a stadi richiede un monomero ad elevata purezza per la produzione di prodotti ad alto peso molecolare.